# Manon Hily
Manon Hily (24 de enero de 1994) es una deportista francesa que compite en escalada. Ganó una medalla de bronce en el Campeonato Europeo de Escalada de 2022, en la prueba de dificultad.

## Palmarés internacional
| Campeonato Europeo | Campeonato Europeo | Campeonato Europeo | Campeonato Europeo |
| Año                | Lugar              | Medalla            | Prueba             |
| ------------------ | ------------------ | ------------------ | ------------------ |
| 2022               | Múnich (Alemania)  | Medalla de bronce  | Dificultad         |